# 地方更生保護委員会
地方更生保護委員会（ちほうこうせいほごいいんかい）は、法務省設置法第15条を設置根拠とする、法務省の地方支分部局である。刑法28条及び第30条にいう「行政官庁」である（更生保護法第16条）。
各管区（ブロック）ごと、北海道（札幌）、東北（仙台）、関東（さいたま）、中部（名古屋）、近畿（大阪）、中国（広島）、四国（高松）、九州（福岡）の8か所にそれぞれ置かれている（括弧内は所在地）。名称は「北海道地方更生保護委員会」のように管区の地名を冠する。また、那覇に九州地方更生保護委員会那覇分室が置かれている。
各委員会は委員長を含む3人以上14人以下（地方により異なる）の委員と、事務局から構成される。更生保護法の規定により決定をもってなすべき処分を行う場合は、それら委員の全員が合議するのではなく、地方裁判所の公判における裁判官の例と同様に全委員のうちから3人の委員が合議体を構成し、その合議体の議決により権限を行う。地方更生保護委員会はそれらの処分についての最終行政庁ではなく、その決定した処分に不服がある者は、法務省の審議会等の一つである中央更生保護審査会（地方更生保護委員会の事実上の上級行政庁）に審査請求をすることができる。
各委員会の事務局には、保護観察官が置かれている。
刑事施設からの仮釈放の許可、仮釈放の取消、不定期刑の終了、少年院からの仮退院の許可に関する事務を所掌している。そのほか、保護観察所の事務の監督についての事務も所掌している。また、地方更生保護委員会事務局の保護観察官は、仮釈放や仮退院の準備調査などに従事している。